# أنقليس ثعباني هويفيني
أنقليس ثعباني هويفيني (الاسم العلمي: Pisodonophis hoeveni) هو نوع من الأنقليس، يتبع فصيلة الأنقليس الثعباني.